# Euodynerus convergens
Euodynerus convergens är en stekelart som beskrevs av Giordani Soika 1995. Euodynerus convergens ingår i släktet kamgetingar, och familjen Eumenidae. Inga underarter finns listade i Catalogue of Life.